# Кардовский, Дмитрий Николаевич
Дми́трий Никола́евич Кардо́вский (24 августа (5 сентября) 1866 — 9 февраля 1943) — русский, затем советский график и педагог, профессор и действительный член Императорской академии художеств, заслуженный деятель искусств РСФСР (1929).

## Биография
Происходил из дворян. Родился 24 августа (5 сентября) 1866 года в деревне Осурово, что ныне в Переславском районе Ярославской области.
Среднее образование получил во Владимирской гимназии (1875—1886). В 1886—1891 годах учился на юридическом факультете Императорского Московского университета, одновременно посещая Классы изящных искусств архитектора А. Гунста. Обучался в Академии художеств (1892—1902) под руководством П. П. Чистякова и И. Е. Репина. Посещал также студию А. Гауша. В 1896—1900 годах жил и учился за рубежом, в известной школе А. Ажбе в Мюнхене, в то время одном из лучших центров преподавания живописи. В 1901 году снова обучался в Академии художеств у Репина.
Получил 2 серебряные медали (1893). Звание художника за картину «Самсон и Далила» (1902).
В 1903 году расписал Вознесенский собор в Новочеркасске в духе педантически-строгого историзма.

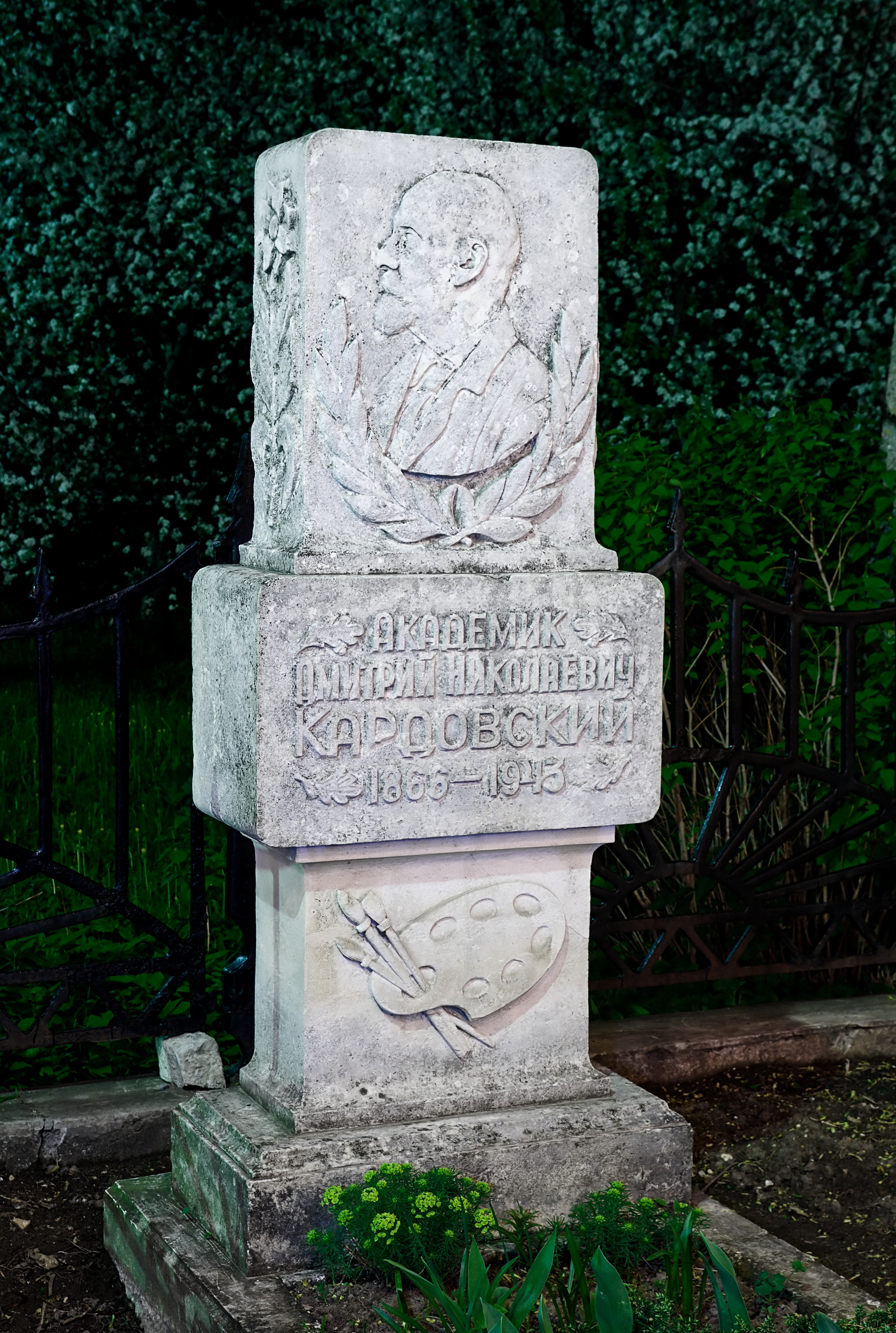
Могила художника Кардовского

С 1903 года на преподавательской работе в Академии художеств, помощник в мастерской Репина. Один из учредителей «Нового общества художников», просуществовавшего до 1917 года. С 1907 года профессор Академии художеств, имел собственную мастерскую. С 1911 года действительный член Академии художеств. В 1918 году основал объединение художников, названное «Цех живописцев Святого Луки».
В 1919 году жил в Переславле-Залесском в своей усадьбе, член Переславль-Залесского научно-просветительного общества. В 1920 году переехал в Москву, где преподавал во ВХУТЕМАСе — ВХУТЕИНе (по 1930 год), с 1922 года работал в студии Ксаверия Чемко. С 1925 по 1928 год работает в Российской государственной библиотеке искусств (бывшей театральной), возглавляя отдел ДПИ. С 1929 года — заслуженный деятель искусств РСФСР. В 1933—1934 годах преподавал во Всероссийской Академии художеств в Ленинграде. В 1929 году в Москве прошла «Выставка картин московских и ленинградских художников, посвящённая 25-летию художественной и педагогической деятельности проф. Д. Н. Кардовского».
В 1941 году, после начала гитлеровского вторжения, Кардовский с семьёй вновь переехал в свою усадьбу в Переславле-Залесском, где остался уже до конца жизни; там же он и был похоронен на территории Горицкого монастыря.
Жена — Ольга Делла-Вос-Кардовская. Дочь Екатерина — жена академика медицины П. Н. Весёлкина. Внук — Весёлкин, Николай Петрович.
В 2016 году во Владимире была обнародована гражданская инициатива по присвоению имени академика Д. Н. Кардовского Детской художественной школе и установке на здании бывшей мужской гимназии мемориальной доски работы скульптора Ильи Шанина.
В Переславле-Залесском часть основной улицы (Советская-Кардовского-Московская) носит имя Д. Н. Кардовского.

## Ученики
Известен более полный список учеников Д. Н. Кардовского, биографии и работы учеников хранящиеся в Переславском музее-заповеднике
- Абугов, Семён Львович
- Анисфельд, Борис Израилевич
- Бажанов, Дмитрий Андреевич
- Беньков, Павел Петрович
- Биленький, Исаак Моисеевич
- Голованов, Леонид Фёдорович
- Григорьев, Борис Дмитриевич
- Дехтерёв, Борис Александрович
- Егоров, Андрей Афанасьевич
- Ефанов, Василий Прокофьевич
- Иванов-Радкевич, Михаил Павлович
- Ионин, Николай Александрович
- Коварский, Фелициан Щенсны[7]
- Козлинский, Владимир Иванович
- Купреянов, Николай Николаевич
- Лентулов, Аристарх Васильевич
- Павлинов, Павел Яковлевич
- Радлов, Николай Эрнестович
- Ремизов, Николай Владимирович
- Рянгина, Серафима Васильевна
- Савинов, Александр Иванович
- Семашкевич, Роман Матвеевич
- Семенов, Арсений Никифорович
- Слендзинский, Людомир Викентьевич
- Соловьёв, Александр Михайлович
- Судейкин, Сергей Юрьевич
- Тильбергс, Янис
- Фрейман, Николай Оскарович
- Шиллинговский, Павел Александрович
- Шмаринов, Дементий Алексеевич
- Шухаев, Василий Иванович
- Шухмин, Пётр Митрофанович
- Яковлев, Александр Евгеньевич

## Творчество

### Галерея

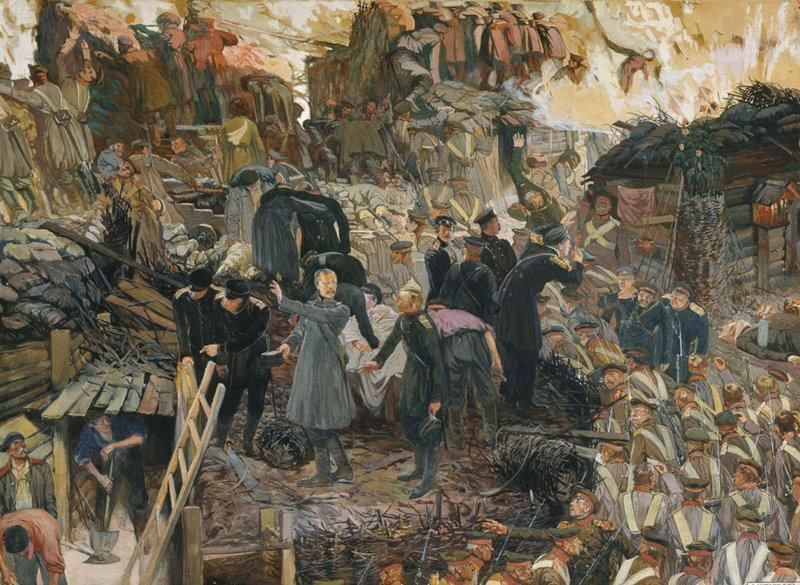
Оборона Севастополя, 1910.
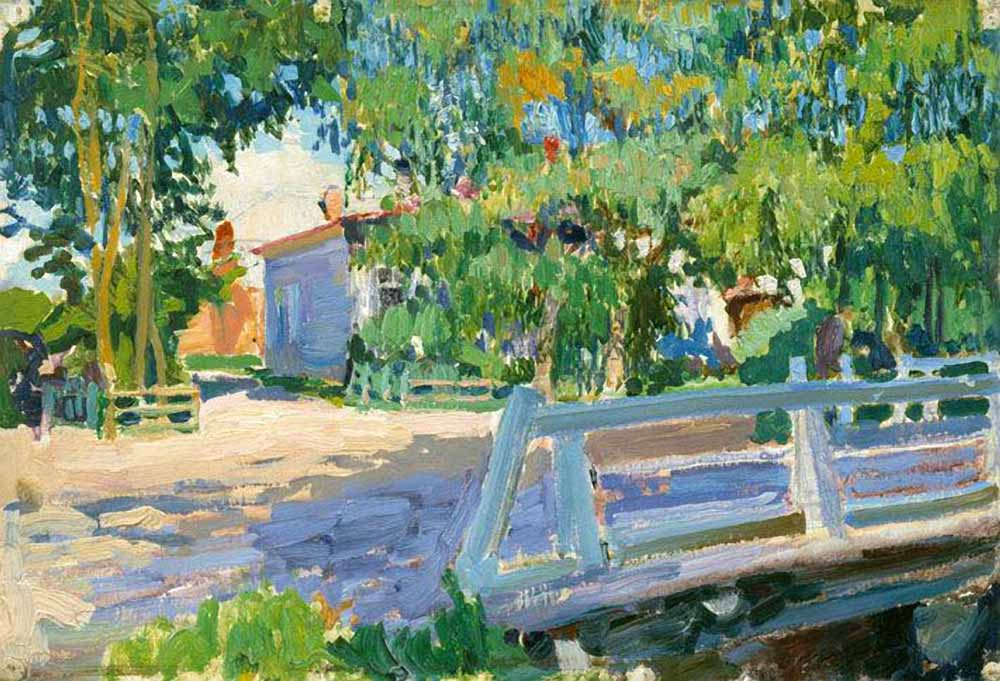
Мостик. Этюд, 1906.
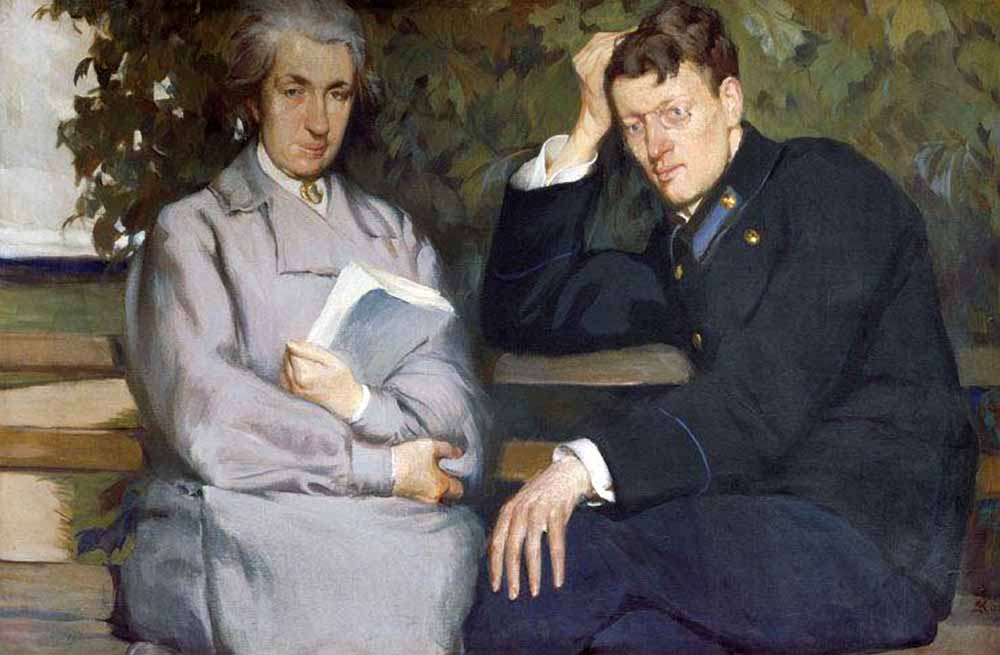
Портрет учительницы Софьи Семёновны Миримановой и её воспитанника, студента-юриста Ефима Митрофановича Овсянникова, 1905
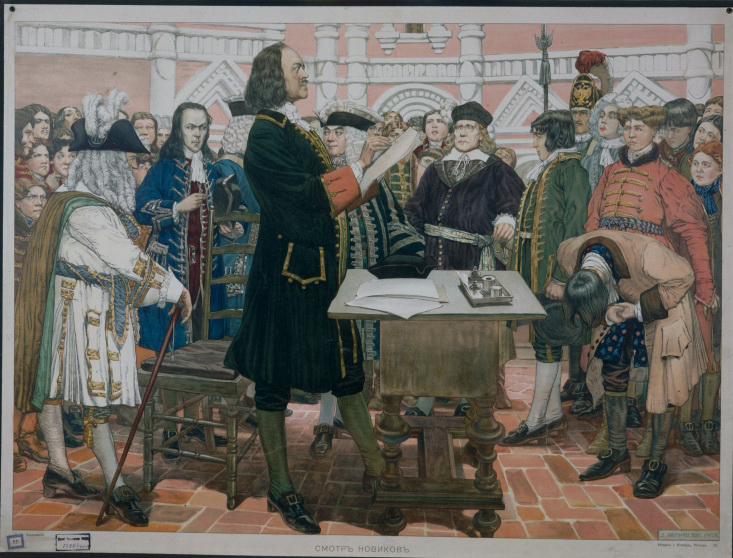
Смотр молодых дворян Петром Великим, 1913
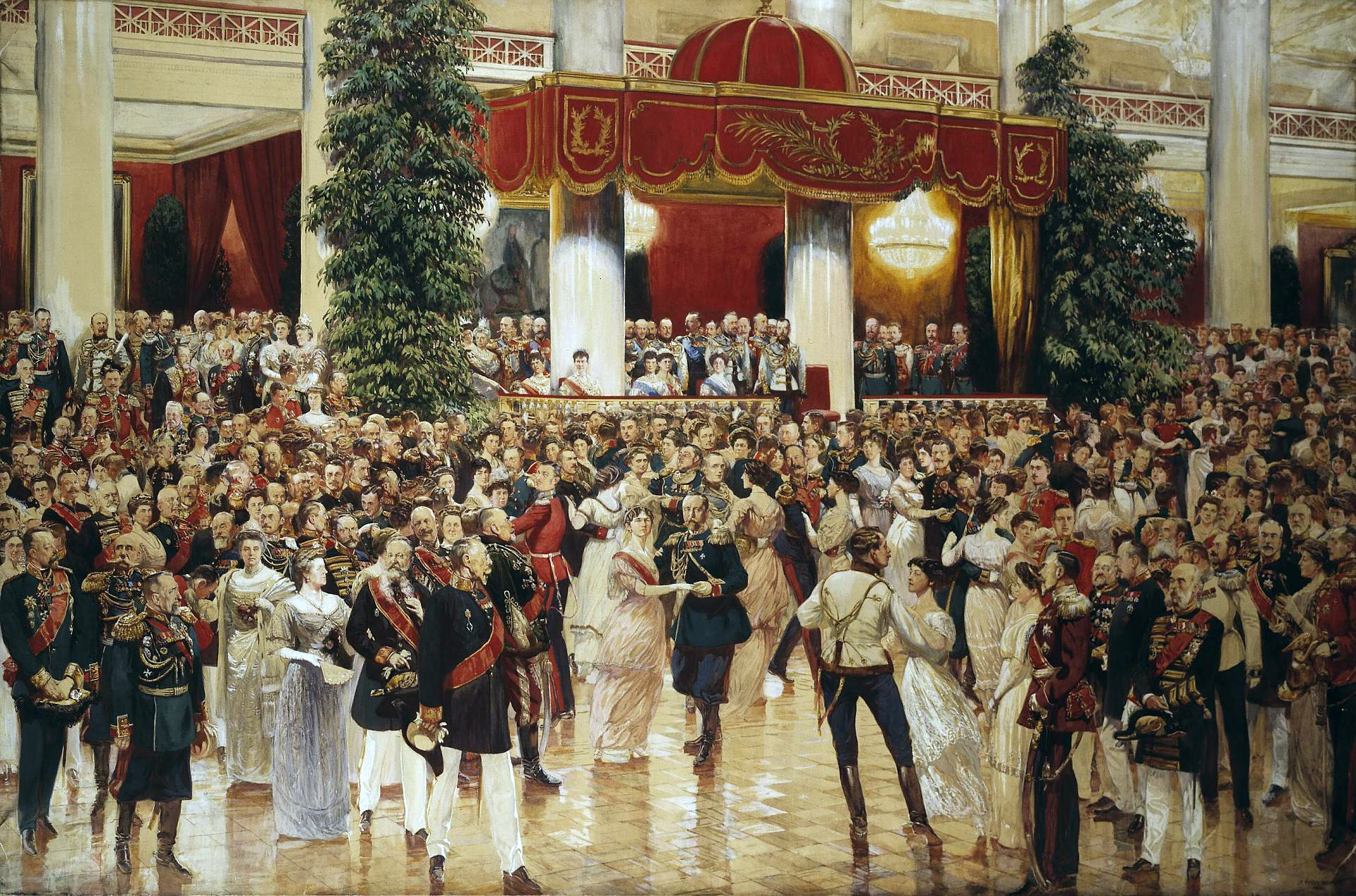
Бал 23 февраля 1913 года в Санкт-Петербургском Дворянском собрании.
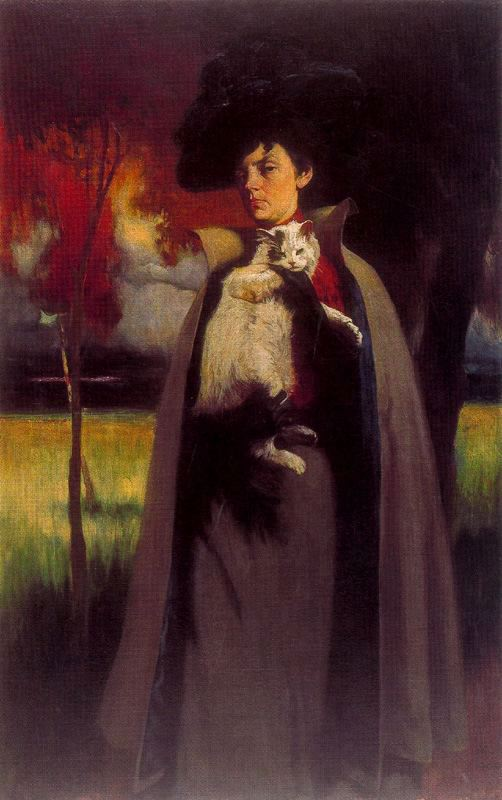
Дама с кошкой (так называемая «Мария Хрущова»)[8]. 1900
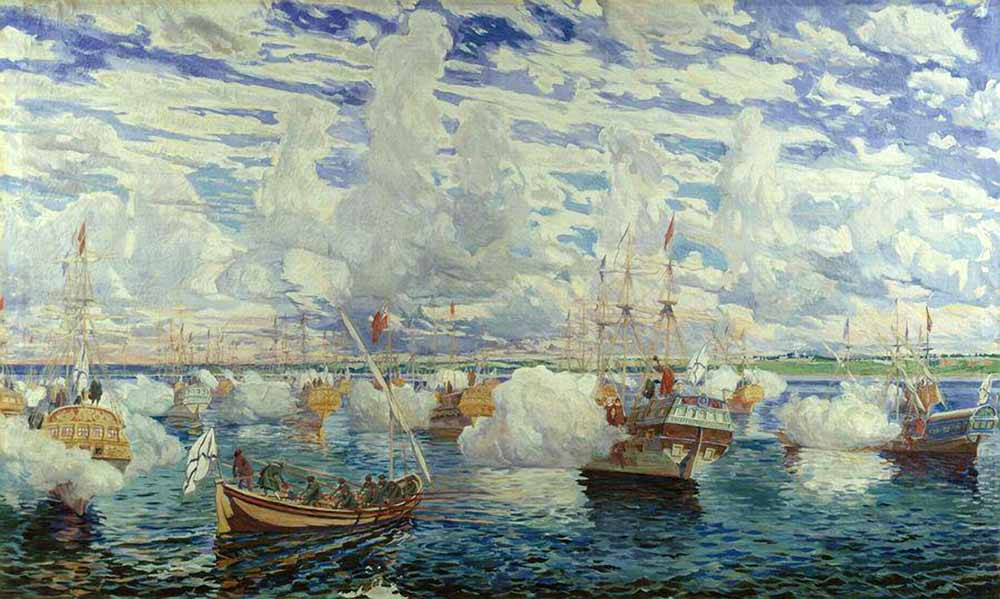
Петровская потешная флотилия на Плещеевом озере 25 августа 1692 года (1927)
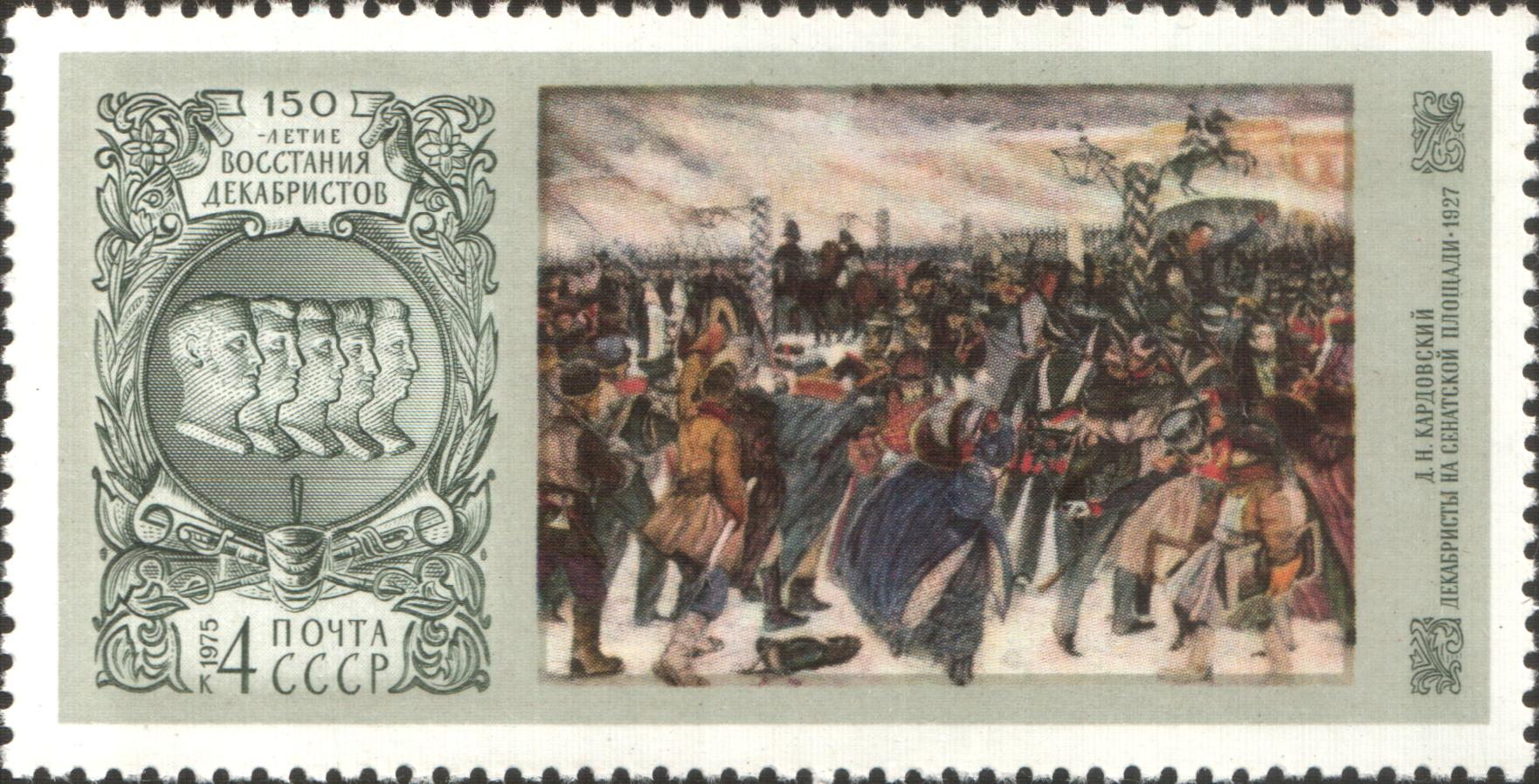
Декабристы на Сенатской площади

### Иллюстрации и книжная графика

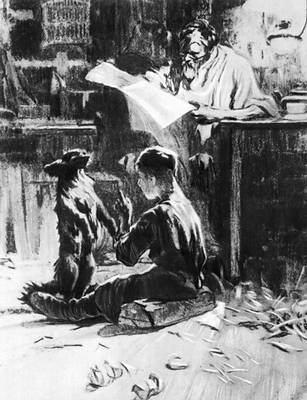
Иллюстрация к «Каштанке»

Рисовальщик с реалистичной манерой, максимально полно реализовывавший идею автора литературного произведения, что позволило ему стать крупным мастером книжной иллюстрации:
- «Каштанка» А. П. Чехова (уголь, тушь, 1903)
- «Невский проспект» Н. В. Гоголя (итальянский карандаш, 1904)[9]. Художником созданы 24 иллюстрации, включая один фронтиспис в красках, и концовку.
- Хрестоматия «Живое Слово» А. Я. Острогорского, для которой Кардовский оформляет 11 иллюстраций: три — к басням Крылова, две — к стихотворениям Н. П. Огарёва, три — к произведениям Л. Н. Толстого и две — к рассказам А. П. Чехова[10].
- «Жемчуга» Н. С. Гумилёва (обложка, 1910)[11]
- «Горе от ума» А. С. Грибоедова (тушь, акварель, гуашь, 1907—1912)[12]
- «Русские женщины» Н. А. Некрасова, (тушь, акварель, гуашь, 1922)[13]
- «Ревизор» Н. В. Гоголя (акварель, 1922, свинцовый карандаш, 1933)
- «Пётр I» А. Н. Толстого (тушь, 1932)
- «Картины по русской истории»
- «Робинзон Крузо» Д. Дефо (1935)

### Театральные работы
Обучаясь в Мюнхене в школе Ашбе, Кардовский в 1898 году поставил декорации для немецкого театра[какого?] на пьесу Л. Н. Толстого «Власть тьмы», дав детальные зарисовки грима и костюмов для всех действующих лиц, а также рисунки обстановки.
- Декорации для спектаклей в Переславле-Залесском.
- В Малом театре (Москва) оформил постановки пьес: «Лес», 1921, «Бедность не порок», 1924, «Свои люди—сочтёмся», 1929 (А. Н. Островский); «Завтрак у предводителя» и «Нахлебник», 1924—1925 (И. С. Тургенев); «Ревизор», 1922 (Н. В. Гоголь)[14].

### Ленинская тема
7 июля 1926 года, получив лошадь и тележку из Переславского районного исполкома, М. И. Смирнов вместе с Кардовским и фотографом отправились в Горки, чтобы сделать эскизы усадебного дома. Пробыв там почти весь день, Кардовский сделал несколько зарисовок, по которым написал картину «В. И. Ленин в Горках на р. Шахе Переславль-Залесского уезда 1894 г.» по заказу и проекту Государственного Переславль-Залесского историко-художественного музея для его Красного уголка. В Переславском музее картина находится до настоящего времени.
В 1927 году написал картину «Заседание Совета народных комиссаров под председательством В. И. Ленина», изображающую последнее выступление Ульянова (Ленина) 22 октября 1922 года.

### Другое
Прекрасно писал эпоху Петра I, множество работ посвящено пушкинскому времени, декабристам. Оставил виды переславской Рыбной слободы.
- «На Сенатской площади» (акварель, 1927, Исторический музей, Москва).

## Участие в художественных выставках
Произведения Кардовского неоднократно экспонировались в СССР и за рубежом:
- Флоренция — 1922
- Нью-Йорк — 1924, 1929
- Лос-Анджелес —1925
- Париж — 1925
- Лондон — 1934
- Филадельфия — 1934
- Москва — 1938, 1953
- Ленинград — 1953, 1967
- Берлин — 1955, 1964.

## Почтовые марки с картинами Кардовского
- Декабристы на Сенатской площади (1925, 1927).
- Пушкин среди друзей-декабристов (тёмно-лиловая и красная). Серия: 150 лет со дня рождения Пушкина, 1949[17].
- Пушкин среди друзей-декабристов (синяя и коричневая). Серия: 150 лет со дня рождения Пушкина, 1949[17].
- Декабристы на Сенатской площади (1975)[18].

## Публикации текстов и документов
- Кардовский Д. Н. Об искусстве : Воспоминания, статьи, письма / [Сост. и авт. примеч. Е. Д. Кардовская]. — М. : Изд-во Акад. художеств СССР, 1960. — 340 с. : ил. — 3000 экз. — OCLC 55171573.